# Коміссаров Калью Йоханнесович
Калью Йоханнесович Коміссаров (8 березня 1946, місто Виру, тепер Естонія — 6 березня 2017, Естонія) — естонський радянський актор, кінорежисер, головний режисер і художній керівник Вільяндіського драматичного театру «Угала» Естонської РСР, народний артист Естонської РСР. Член ЦК КПРС у 1990—1991 роках.

## Життєпис
З 1965 року — актор кіностудії «Таллінфільм».
У 1968 році закінчив факультет сценічного мистецтва Талліннської державної консерваторії (нині Естонська академія музики та театру).
У 1968—1974 роках — режисер кіностудії «Таллінфільм».
Член КПРС з 1971 року.
У 1974—1986 роках — головний режисер Державного театру юного глядача Естонської РСР у місті Талліні.
З 1986 року — завідувач кафедри Талліннської державної консерваторії. У 1986—1995 роках керував Вищою школою виконавського мистецтва Талліннської державної консерваторії (Естонської музичної академії).
Одночасно в 1989—1991 роках — головний режисер і художній керівник Вільяндіського драматичного театру «Угала» Естонської РСР (Естонської Республіки). У 1991—2000 роках — головний режисер Вільяндіського драматичного театру «Угала».
З 2002 року очолював відділення виконавського мистецтва Вільяндіського коледжу культури Естонії. Працював викладачем та завідувачем театрального факультету. У 2013—2014 роках був художнім керівником Пярнуського театру «Ендла».
Поставив низку спектаклів класичних та естонських авторів, у тому числі Шекспіра, Мольєра, Джованні Боккаччо, Чехова, Достоєвського, Фейхтвангера, Агати Крісті, Вишневського, Лутса та інших. Режисер фільмів «Заблукані» (1970), «Дикий капітан» (1971), «Незвичайний випадок» (1974).
Помер 6 березня 2017 року після важкої хвороби.

## Нагороди та відзнаки
- Орден Білої зірки ІІІ ст. (Естонія) (2006)
- Велика медаль Тартуського університету (2016)
- Щорічна естонська театральна премія Антса Лаутера (1976)
- Державна премія Естонської РСР (1987)
- Премія Естонського театрального товариства (1987)
- Щорічна естонська театральна премія Прійта Пилдроузе (2000)
- Державна премія Естонської Республіки в галузі культури за життєві здобутки (2015)
- Премія міста Вільянді за життєві досягнення (2016)
- Заслужений артист Естонської РСР (1979)
- Народний артист Естонської РСР (1987)